# Star Trek: Short Treks
Star Trek: Short Treks este un serial de televiziune american din 2018 creat de Bryan Fuller și Alex Kurtzman pentru serviciul de streaming CBS All Access. Inițial creat ca un serial însoțitor al Star Trek: Discovery, este format din mai multe scurtmetraje care folosesc setări și personaje din Discovery și din alte seriale Star Trek. Cele 10 scurtmetraje (2 sezoane) au o lungime de aproximativ de 10 până la 20 de minute.
După ce a semnat un acord pentru extinderea francizei Star Trek la televiziune, Kurtzman a anunțat Short Treks ca primul astfel de proiect în iulie 2018. Primele patru episoade au fost difuzate din octombrie 2018 până în ianuarie 2019, între primul și al doilea sezon al Discovery. Scurtmetrajele au fost produse în mare parte de membrii distribuției și ai echipei de producție Discovery, inclusiv de compozitorul Jeff Russo. Filmările au avut loc în Toronto, Canada, pe platourile de filmare al serialului Discovery.

## Premisă
Fiecare episod din Star Trek: Short Treks spune o poveste de sine stătătoare care servește ca „o oportunitate pentru o povestire mai profundă și explorare a personajelor și temelor cheie din Star Trek: Discovery și în universul Star Trek în expansiune”.

## Episoade
| Sezonul | Sezonul | Episoade | Episoade | Premiera TV      | Premiera TV     |
| Sezonul | Sezonul | Episoade | Episoade | Prima lansare    | Ultima lansare  |
| ------- | ------- | -------- | -------- | ---------------- | --------------- |
|         | 1       | 4        | 4        | 4 octombrie 2018 | 3 ianuarie 2019 |
|         | 2       | 6        | 6        | 5 octombrie 2019 | 9 ianuarie 2020 |

### Sezonul 1 (2018–19)
A fost lansat între primul și al doilea sezon din Star Trek: Discovery.
| Nr. în serial | Nr. în sezon | Titlu                | Regizat de          | Scris de                                                               | Data lansării    |
| --- | ------------ | -------------------- | ------------------- | ---------------------------------------------------------------------- | ---------------- |
| 1 | 1            | „Runaway”            | Maja Vrvilo         | Jenny Lumet și Alex Kurtzman                                           | 4 octombrie 2018 |
| După o discuție cu mama ei, Sylvia Tilly întâlnește o tânără clandestină Xaheană pe nume Me Hani Ika Hali Ka Po. Tilly, care este obișnuită să primească ordine de la alții, decide să ia singură decizii, pentru a o ajuta pe Po să se întoarcă acasă la timp pentru încoronarea ei. Distribuție: Mary Wiseman ca Silvia Tilly, Yadira Guevara-Prip ca Me Hani Ika Hali Ka Po și Mimi Kuzyk ca Siobhan Tilly |              |                      |                     |                                                                        |                  |
| 2 | 2            | „Calypso”            | Olatunde Osunsanmi  | Poveste de: Sean Cochran și Michael Chabon Scenariu de: Michael Chabon | 8 noiembrie 2018 |
| USS Discovery a menținut o poziție în spațiu timp de o mie de ani, iar sistemul său informatic „Zora” a devenit conștient. Ea recuperează o capsulă de evacuare care trece prin zonă, în care se află un bărbat rănit pe nume Craft. Zora îl îngrijește pe Craft la bordul navei și începe să se îndrăgostească de el, dar în cele din urmă îl lasă să ia ultima navetă de pe Discovery pentru a se întoarce la familia sa pe Alcor IV. Distribuție: Aldis Hodge - Craft și Annabelle Wallis - vocea sistemului Zora (cu Sash Striga ca holograma Zora) |              |                      |                     |                                                                        |                  |
| 3 | 3            | „The Brightest Star” | Douglas Aarniokoski | Bo Yeon Kim & Erika Lippoldt                                           | 6 decembrie 2018 |
| Pe planeta Kaminar, Saru vrea să afle despre viața din afara societății pre-warp a satului său, unde oamenii lui sunt recoltați ca hrană de către prădătorii Ba'ul. Saru este capabil să trimită un semnal SOS avansat în spațiu, la care răspunde locotenentul Philippa Georgiou, care îl ia pe Saru pentru a se alătură Flotei. Distribuție: Doug Jones ca Saru, Hannah Spear ca Siranna, Robert Verlaque ca Aradar, Michelle Yeoh ca Philippa Georgiou                                                                                               |              |                      |                     |                                                                        |                  |
| 4 | 4            | „The Escape Artist”  | Rainn Wilson        | Michael McMahan                                                        | 3 ianuarie 2019  |
| Harry Mudd este capturat de un vânător de recompense și dus pe o navă a Federației, dar acolo vânătorul descoperă multe alte versiuni ale lui Mudd deja reținute. În altă parte, adevăratul Mudd continuă să creeze copii android ale sale, astfel încât să poată continua să se sustragă autorităților. Distribuție: Rainn Wilson ca Harry Mudd |              |                      |                     |                                                                        |                  |

### Sezonul 2 (2019–20)
A fost lansat între al doilea sezon din Star Trek: Discovery și primul sezon din Star Trek: Picard.
| Nr. în serial | Nr. în sezon | Titlu                         | Regizat de          | Scris de                                    | Data lansării     |
| --- | ------------ | ----------------------------- | ------------------- | ------------------------------------------- | ----------------- |
| 5 | 1            | „Q&A”                         | Mark Pellington     | Michael Chabon                              | 5 octombrie 2019  |
| În prima sa zi la bordul navei USS Enterprise, cadetul Spock și noul său ofițer superior Numărul Unu rămân blocați într-un turbolift. În timp ce așteaptă ca turboliftul să fie reparat, Spock pune Numărului Unu numeroase întrebări, iar perechea începe să simtă o legătură dată de asemănările dintre ei. Distribuție: Rebecca Romijn ca Numărul Unu, Ethan Peck ca Spock, Anson Mount - Christopher Pike                                                                                                 |              |                               |                     |                                             |                   |
| 6 | 2            | „The Trouble with Edward”     | Daniel Gray Longino | Graham Wagner                               | 10 octombrie 2019 |
| Pe USS Cabot, ofițerul științific Edward Larkin încearcă să rezolve deficitul de hrană de pe o planetă adăugând ADN-ul său uman la creaturile tribble împotriva ordinelor căpitanului său, creând o specie care se naște gravidă și se reproduce într-un ritm exponențial. Cabot este copleșită, iar Larkin moare când alege să rămână în urmă, în timp ce restul echipajului fuge cu navetele. Distribuție: Anson Mount - Christopher Pike, Rosa Salazar ca Lynne Lucero și H. Jon Benjamin ca Edward Larkin |              |                               |                     |                                             |                   |
| 7 | 3            | „Ask Not”                     | Sanji Senaka        | Kalinda Vazquez                             | 14 noiembrie 2019 |
| Când Baza Stelară 28 este atacată, cadetul Thira Sidhu are grijă de un prizonier revoltat: căpitanul Christopher Pike de pe Enterprise. Pike încearcă s-o preseze pe Sidhu să-l elibereze, dar ea refuză. Pike dezvăluie în final că acesta a fost un test simulat și, prin absolvirea lui, Sidhu este acceptată ca parte a echipajului Enterprise. Distribuție: Anson Mount - Christopher Pike, Ethan Peck ca Spock, Rebecca Romijn ca Numărul Unu și Amrit Kaur ca Thira Sidhu                              |              |                               |                     |                                             |                   |
| 8 | 4            | „Ephraim and Dot”             | Michael Giacchino   | Chris Silvestri & Anthony Maranville        | 12 decembrie 2019 |
| O tardigradă spațială care caută un loc unde să-și depună ouăle se încrucișează cu USS Enterprise și este atacată de o dronă de reparații numită Dot. Când Enterprise se autodistruge, Dot ajută la salvarea ouălor lui Ephraim. Când ouăle eclozează, perechea călătorește împreună cu puii. Distribuție: Narator: Kirk Thatcher, cu înregistrări de arhivă ale vocilor lui William Shatner ca James T. Kirk, Ricardo Montalbán ca Han Noonien Singh și George Takei ca Hikaru Sulu                          |              |                               |                     |                                             |                   |
| 9 | 5            | „The Girl Who Made the Stars” | Olatunde Osunsanmi  | Brandon Schultz                             | 12 decembrie 2019 |
| Tatăl tinerei Michael Burnham o scapă de frica de întuneric spunându-i o poveste despre o tânără fată africană. În poveste, oamenii din tribul fetei se tem de întuneric din cauza unei fiare de noapte prădătoare, dar ea înfruntă noaptea și descoperă un extraterestru care îi oferă noua lumină. Fata folosește acest lucru pentru a crea stelele cerului și crește pentru a deveni o regină războinică. Distribuție: Kenric Green ca Mike Burnham și Kyrie McAlpin ca Michael Burnham                    |              |                               |                     |                                             |                   |
| 10 | 6            | „Children of Mars”            | Mark Pellington     | Kirsten Beyer & Jenny Lumet & Alex Kurtzman | 9 ianuarie 2020   |
| Două eleve de pe Pământ au o rivalitate acerbă, dar se împacă când văd știri despre planeta Marte și află că instalațiile sale orbitale (unde lucrează familia ambelor fete) au fost atacate de sintetici răufăcători. În timpul știrilor apare o imagine a amiralului Jean-Luc Picard, rețeaua afirmând că Picard a considerat atacul „devastator”. Distribuție: Ilamaria Ebrahim - Kima și Sadie Munroe ca Lil                                                                                              |              |                               |                     |                                             |                   |